# Булгаков, Валерий (футболист)
Валерий Булгаков (21 сентября 1977) — киргизский футболист, защитник. Выступал за сборную Кыргызстана.

## Биография
Во взрослом футболе начал выступать в 1995 году высшей лиге Кыргызстана в составе бишкекской «Алги». Провёл в команде два сезона, однако «Алга» в те годы не боролась за высокие места. В 1998 году футболист перешёл в «Национальную гвардию» и в том же году стал бронзовым призёром национального чемпионата. В 2000 году играл за «Дордой». В 2001 году вернулся в «Алгу», переименованную в «СКА ПВО», однако не стал игроком основного состава, сыграв за неполные два сезона только 5 матчей, клуб в это время дважды становился чемпионом и обладателем Кубка Кыргызстана. Часть сезона 2001 года защитник провёл в составе бишкекского «Эколога».
Всего в высшей лиге Кыргызстана сыграл 100 матчей и забил 4 гола.
В национальной сборной Кыргызстана сыграл единственный матч 15 ноября 2000 года против Эстонии, заменив на 77-й минуте Вячеслава Амина.
После окончания профессиональной карьеры выступал на любительском уровне, признавался лучшим защитником соревнований. По состоянию на 2019 год работал детским тренером в академии «Топ-Тоголок».